# 柳河农场
柳河农场是一个位于中华人民共和国黑龙江省绥化市庆安县的类似乡级单位，亦是黑龙江省农垦绥化管理局所属的一个国有农场。
柳河农场面积22万亩，总人口2681人。

## 行政区划
柳河农场下辖以下单位：
柳河场直社区和柳河农场非场直生活区。